# Jan Tajchman

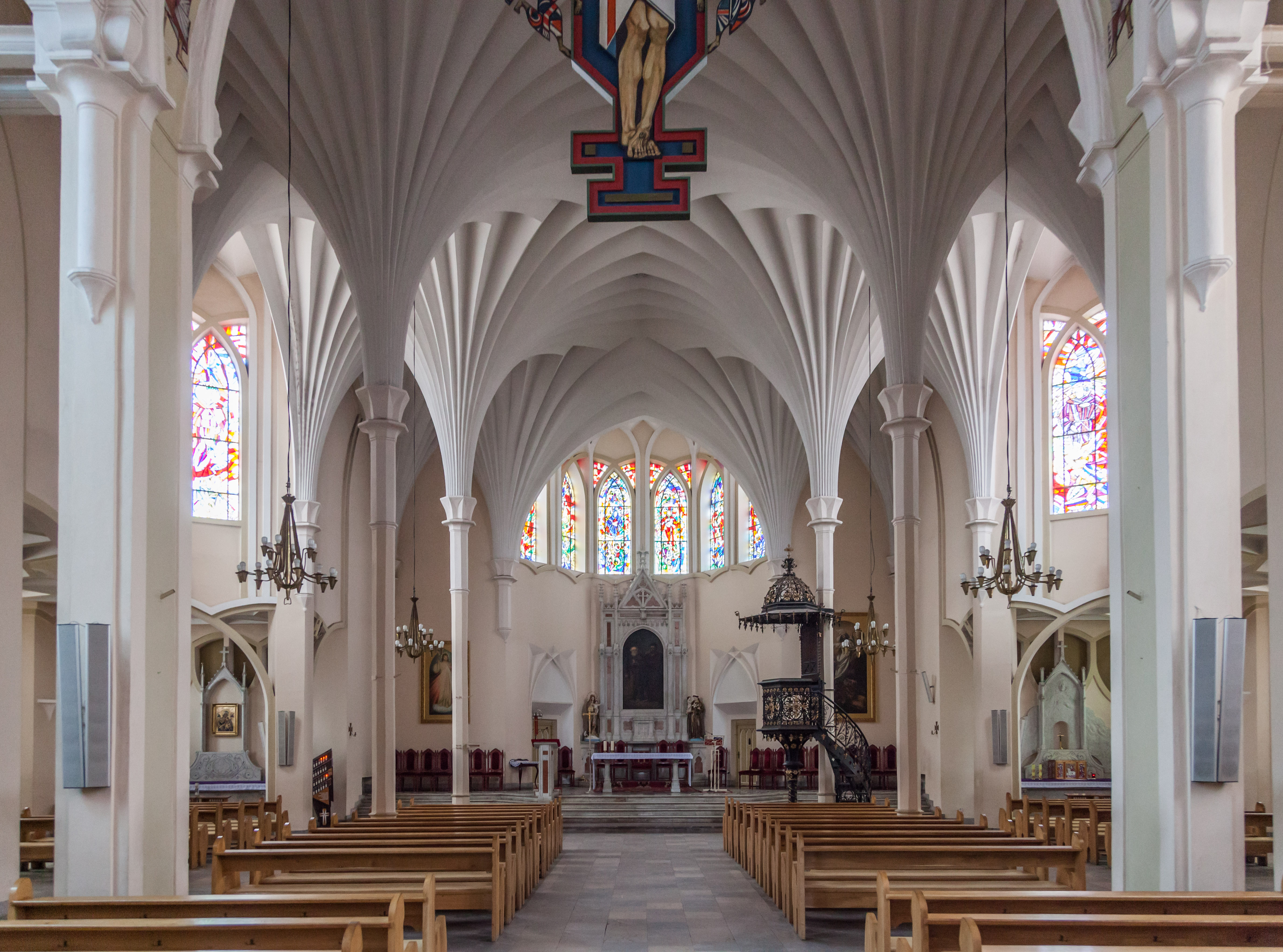
J. Tajchman (proj.): Nowa część kościoła pw. św. św. Piotra i Pawła w Ciechocinku

Jan Juliusz Tajchman (ur. 21 maja 1929 w Krośniewicach, zm. 29 grudnia 2020 w Toruniu) – polski architekt specjalizujący się w historii technik budowlanych i konserwacji zabytków architektury.

## Życiorys
W 1953 roku ukończył studia na Wydziale Architektury Szkoły Inżynierskiej w Poznaniu, po czym podjął pracę jako nauczyciel w technikum budowlanym w Toruniu. W 1955 roku rozpoczął pracę na stanowisku asystenta na Uniwersytecie Mikołaja Kopernika. W 1962 roku ukończył studia w zakresie konserwatorstwa na Wydziale Sztuk Pięknych UMK. Stopień doktora nauk technicznych uzyskał w 1974 roku, a doktora habilitowanego w 1989 roku na Wydziale Architektury Politechniki Wrocławskiej. Tytuł profesora nauk technicznych otrzymał w 1996 roku.
W latach 1990–2001 pełnił funkcję kierownika Zakładu Konserwatorstwa, a w latach 1990–1996 dziekana Wydziału Sztuk Pięknych UMK.
Jego prace obejmowały przystosowanie zabytkowych budynków do aktualnych potrzeb, m.in. adaptację Kamienicy pod Gwiazdą do celów muzealnych w 1969 roku. Pracował też nad dostosowaniem prezbiteriów zabytkowych kościołów do wymogów liturgii posoborowej (m.in. Kościół Wniebowzięcia Najświętszej Marii Panny w Toruniu oraz kościół pw. św. Walentego w Łążynie). Wykonał projekty rozbudowy neogotyckich kościołów: śś. Piotra i Pawła w Ciechocinku i Kościół Najświętszego Serca Pana Jezusa w Lubsku oraz projekty wyposażenia wnętrz: kościoła Zaśnięcia NMP w Sankt Petersburgu i katedry Niepokalanego Poczęcia NMP w Moskwie.

## Publikacje
- Nowożytna stolarka okienna w Polsce (1979)
- Stropy drewniane w Polsce: propozycja systematyki (1989, rozprawa habilitacyjna)
- Stolarka okienna (1993, ISBN 83-86334-10-X)
- Aranżacja i wyposażenie zabytkowych prezbiteriów adaptowanych do wymogów liturgii posoborowej: problematyka liturgiczna, konserwatorska i artystyczna (2008, ISBN 978-83-925162-7-9)

## Nagrody i wyróżnienia
- 2012 – Medal Za Zasługi dla Miasta Torunia na wstędze[2]